# Nutaku
Nutaku ist eine Videospiel-Vertriebsplattform für Erotikspiele, speziell Hentai, mit Sitz in Montreal, Québec, Kanada. Die Plattform fokussiert sich auf Browser-, Download- und Mobile-Games, sowohl als kostenfreier Download mit Mikrotransaktion oder zum Kauf.
Nutaku hat 130 Millionen Besucher im Monat und dient als Plattform für westliche Indie-Spieleentwickler. Das Unternehmen bietet Spiele mit pornografischen Inhalten in den verschiedensten Genres an, von Action-Adventure über Echtzeitstrategie und Dating-Simulation bis hin zu Visual-, Kinetic Novels und Virtual Reality. Die Plattform hatte 2019 ungefähr 40 Millionen registrierte Nutzer.
Nutaku ist ein Tochterunternehmen von Mindgeek.

## Geschichte
Obwohl Nutaku offiziell erst im Januar 2015 gestartet wurde, begann man eine Partnerschaft mit dem japanischen Unternehmen DMM.com, welches Adult Videos und Sexspielzeug vertreibt. Nutaku ist der einzige Vertrieb für DMM.com, der dessen Spiele außerhalb Japans im Westen vertreibt und bewirbt. Die Plattform startete mit vier auf Englisch übersetzten japanischen Spiele. Das erste Spiel, das bei Nutaku erschien, war das RPG-Kartensammelspiel Lord of Valkyrie. Darauf erweiterte die Plattform ihre Auswahl auf Adventure-, Stadtbau- und Simulations-Spiele. Allerdings ist Nutaku für seine breite Auswahl an übersetzten Adult-Games bekannt.
Im August des Jahres 2015 erschien eine Browserversion des Spiels Everlasting Summer mit expliziten Szenen auf Nutaku, ehe im November der Launch einer entschärften Version der Webseite für minderjährige Seitenbesucher online gestellt wurde.
Im Juli des Jahres 2016 gab Nutaku ihre Partnerschaft mit Kimochi bekannt, einem herunterladbaren Spiele-Client, der sich auf den weltweiten digitalen Vertrieb von Adult Games spezialisiert hat. Zu diesem Zeitpunkt hatte die Plattform 50 Mitarbeiter und 14 Millionen Seitenbesucher pro Monat. Das Unternehmen gab an, im Jahr 2017 ungefähr zwei Millionen Dollar in die Umsetzung vielversprechender Adult Games investieren zu wollen, woraufhin sich 50 Entwicklerteams für das Investment bewarben.
Anfang des Jahres 2017 veröffentlichte Nutaku Android-kompatible Versionen diverser Adult Games. Im Februar gleichen Jahres kündigte das Unternehmen Kimoch Red Light, eine Crowdfunding-Plattform für die Finanzierung der Produktion von Adult Games an.
Bei einem Panel auf der AnimeExpo erklärte ein Mitarbeiter des Unternehmens, dass Nutaku eine „heiße Version von Steam“ sei. Ende 2018 kündigte Nutaku an, auch LGBTQ-orientierte Erotikspiele in ihr Portfolio aufzunehmen. Das Unternehmen bot Entwicklern 2019 fünf Millionen Dollar für die Produktion von LGBTQ-Erotikspielen an.
Im November 2018 wurde angekündigt, dass Nutaku zahlreiche ihrer Spiele im Portfolio mehrsprachig anbieten werden, darunter auf Spanisch, Französisch, Deutsch, Polnisch und Chinesisch. Zuvor waren die Titel lediglich auf Japanisch und Englisch spielbar. In einem Panel auf der Gamescom im August 2019 gab Mark Antoon, Vizepräsident von Mindgeek und Nutaku, bekannt, dass die Plattform 40 Millionen registrierte Nutzer und 130 Millionen monatliche Seitenbesuche habe. Zudem wurde angegeben, dass sich 375 Spieletitel im Portfolio der Onlinegaming-Plattform befinden.